# Marie-Aurore de Saxe

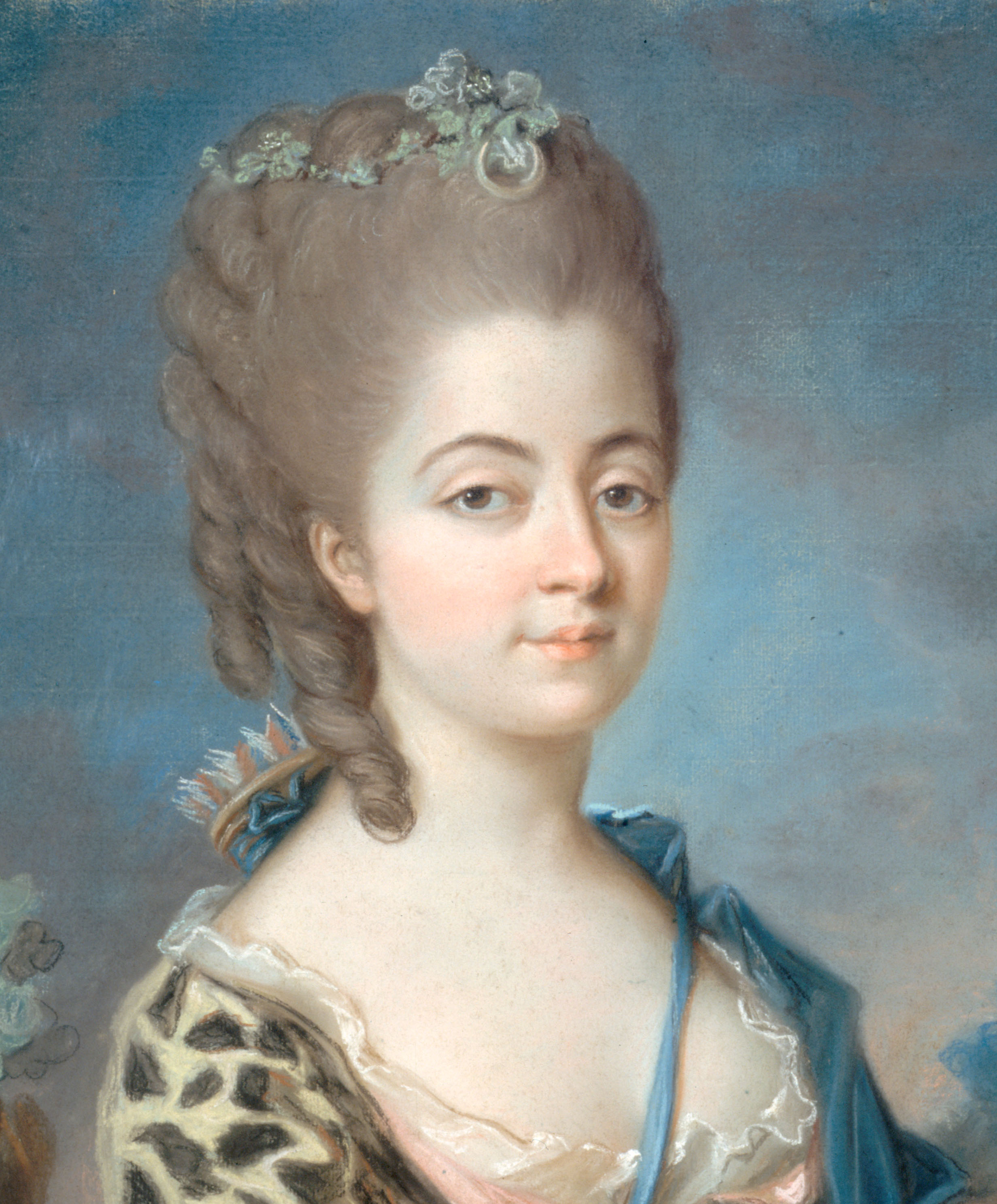
Porträt von Marie Aurore de Saxe, Adélaïde Labille-Guiard zugeschrieben, um 1777, Musée de la Vie romantique, Paris

Marie-Aurore de Saxe (* 20. September 1748 in Paris; † 26. Dezember 1821 in Nohant-Vic), Gräfin von Horn, später Madame Dupin de Francueil, war die leibliche Tochter des Marschalls Moritz von Sachsen und die Großmutter von George Sand.

## Leben

### Herkunft und Jugend
Marie-Aurore wurde am 20. September 1748 geboren als uneheliche Tochter von Maurice de Saxe, Marschall von Frankreich, und Marie-Geneviève Rinteau, einer Schauspielerin.
Marie-Aurore wurde am 19. Oktober 1748 in der Kirche St-Gervais-et-St-Protais getauft. Das Kind wurde als Tochter von Jean-Baptiste La Rivière registriert, eine nicht existierende Person, und nach ihrer Großmutter väterlicherseits, Aurora von Königsmarck, benannt. Ihr Taufpate war der Adjutant des Marschalls von Saxe, Antoine-Alexandre Colbert, Marquis de Sourdis, Taufpatin war ihre Tante mütterlicherseits, Geneviève-Claude Rinteau.
Der Marschall de Saxe zeigte wenig Interesse an seiner unehelichen Tochter und vermachte ihr nichts, obwohl er keine anderen überlebenden Kinder hatte. Das Schloss Chambord hatte er nur als Gouverneur bewohnt und sein persönliches Vermögen vermachte er seiner Halbschwester Maria Aurora Rutowska, Ehefrau des Claude Marie Noyel, Graf von Bellegarde, einer außerehelichen Tochter Augusts des Starken mit der Türkin Maria Aurora Spiegel. Marie-Aurores Mutter hatte später Liebesaffären mit dem Schriftsteller Jean-François Marmontel und dem fermier général, Denis Joseph Lalive d'Épinay, dem Ehemann der Louise d’Épinay. Letzterer brachte sie zusammen mit ihrer Schwester im Quartier d'Auteuil unter.
Einer der Neffen des Marschalls de Saxe, August Heinrich Graf von Friesen, der Eigentum vom Marschall erbte und ebenfalls als Gouverneur in Chambord amtierte, gewährte Marie-Aurore finanzielle Unterstützung, die jedoch mit dessen Tod im Jahr 1755 endete. Im selben Jahr wurde eine Petition an die Dauphine, Maria Josepha von Sachsen, eine Nichte des Marschalls, deren Heirat mit dem französischen Thronfolger er vermittelt hatte, gerichtet, um Marie-Aurores Existenz zu beweisen und ihre Erziehung zu sichern. König Ludwig XV. gewährte ihr eine Pension von 800 Livres.
Nach dem Tod des Grafen von Friesen wurde Marie-Aurore im Alter von 7 Jahren auf Befehl der Dauphine von ihrer Mutter getrennt und in einer Einrichtung für junge Mädchen untergebracht, zuerst im Ursulinenkloster in Saint-Cloud und später in der Maison royale de Saint-Louis in Saint-Cyr.

### Anerkennung
Die Dauphine entschied auch über Marie-Aurores Zukunft, indem sie deren Hochzeit mit dem Grafen Antoine de Horn (* 8. September 1722 in Mussy-la-Ville als Bastard Ludwigs XV. und einer unbekannten Frau) arrangierte. Damit diese Ehe gültig war, musste ihre Taufurkunde so geändert werden, dass der Name ihres wirklichen Vaters erschien. Marie-Aurore appellierte an das Pariser Parlement und am 15. Mai 1766 wurde nach einer Untersuchung in einem Urteil des Parlements festgestellt, dass „Marie-Aurore die natürliche Tochter von Maurice, comte de Saxe, maréchal des camps et armées de France, und Marie Raintau ist“. Marie-Aurore wurde somit anerkannt und durfte den Namen „de Saxe“ tragen. Sie heiratete in erster Ehe am 9. Juni 1766 in Paris den Grafen Antoine de Horn, der bereits ein Jahr später im Alter von 44 Jahren in einem Duell in Sélestat getötet wurde.
Maria Josepha von Sachsen starb am 13. März 1767. Marie-Aurore war nun ohne Beschützer; die Witwenpension konnte ihre Ausgaben nicht decken. Zunächst wandte sie sich an Voltaire, der sie an die Gräfin von Choiseul weiterempfahl, jedoch erfolglos. Marie-Aurore kehrte daher zurück, um bei ihrer Mutter Marie Rinteau zu leben. Während dieser Zeit lernte sie singen, schauspielerte, entdeckte das gesellschaftliche Leben und knüpfte mehrere Bekanntschaften, folgte jedoch nicht dem Beispiel ihrer Mutter oder ihrer Tante Geneviève Rinteau, die neben ihrer Schauspielkarriere auch ein Leben als Kurtisane führten. Am 22. Oktober 1775 starb Marie Rinteau in Paris im Alter von 45 Jahren. Marie-Aurore zog sich daraufhin mit einem Dienstmädchen in den Couvent des Anglaises in Paris zurück, wo sie häufig von Louis Dupin de Francueil besucht wurde, einem reichen Finanzier, der 33 Jahre älter als sie und ein Freund von Jean-Jacques Rousseau war. Louis war für Marie-Aurore kein Unbekannter, da sie ihn bereits als Liebhaber von Geneviève Rinteau bei ihrer Mutter kennengelernt hatte. Louis hielt um die Hand von Marie-Aurore an, die erst zögerte, dann aber von seiner Anmut, seinem Geist und seinem liebenswürdigen Charakter umgestimmt wurde. Um Unannehmlichkeiten durch einen möglichen Widerstand zu vermeiden, wurde die Hochzeit am 14. Januar 1777 in London in der Kapelle der französischen Botschaft gefeiert – die Eheleute befürchteten zu Recht eine Anfechtung durch die jeweiligen Familien, wahrscheinlicher jedoch durch den französischen Hof, unter dessen Protektion die Tochter des Marschalls von Sachsen stand. Drei Monate später waren die Neuvermählten wieder in Frankreich, um am 15. April 1777 in der Kirche Saint-Gervais in Paris ihre Allianz zu bestätigen. Marie-Aurore de Saxe sagte später ihrer Enkelin Aurore Dupin de Francueil, bekannt unter dem Pseudonym George Sand, folgendes über ihren Ehemann: „Ein alter Mann liebt mehr als ein junger Mann und es ist unmöglich, nicht zu lieben, wer uns vollkommen liebt. Ich nannte ihn meinen alten Mann und meinen Papa. Er wollte es so und nannte mich auch in der Öffentlichkeit immer nur seine Tochter. Und außerdem war man in jenen Zeiten nie alt! Es war die Revolution, die das Alter in die Welt brachte. Ihr Großvater, meine Tochter, war bis zur Stunde seines Todes schön, elegant, gepflegt, anmutig, parfümiert, verspielt, freundlich, liebevoll und gleichmütig.“

### Madame Dupin de Francueil
Aus dieser Verbindung wurde Maurice-François-Élisabeth Dupin de Francueil in Paris im Marais-Viertel am 9. Januar 1778 geboren und am 18. Januar in der Kirche Saint-Gervais getauft. Sein Taufpate war der Marquis de Polignac. Als erstes und einziges Kind von Louis Dupin de Francueil und Marie-Aurore de Saxe nannten seine Eltern ihn Maurice nach seinem Großvater, dem Marschall von Sachsen.
Das Paar verbrachte ab 1783 einen Teil des Jahres in Châteauroux, wo Louis die Güter aus dem Erbe seines Vaters, Claude Dupin, verwaltete. Sie ließen sich im Château Raoul nieder und führten ein prunkvolles Leben, das weit über ihre Verhältnisse hinausging. In ihrem Haus befanden sich unzählige Bedienstete, sie besaßen einen Marstall sowie Hundezwinger mit einer großen Meute. Das Paar empfing zahlreiche Gäste, gab Empfänge und Konzerte. Louis investierte in Tuchmanufakturen, die die Stadt im Berry bereicherten, ohne für ihre Besitzer rentabel zu sein. M. und Mme. de Francueil besaßen auch ein Privathaus in Paris in der Rue du Roi-de-Sicile. Louis Dupin starb am 6. Juni 1786. Marie-Aurore war zum zweiten Mal Witwe und für einen achtjährigen Sohn verantwortlich. Sie beglich die Schulden, die ihr Mann hinterlassen hatte, dessen Geschäfte in größter Unordnung waren, und fand sich danach in bescheideneren Verhältnissen wieder, erhielt aber eine Rente von 75.000 Livres, um ihren Lebensunterhalt zu bestreiten. Madame Dupin de Francueil und Maurice Châteauroux verließen Châteauroux und zogen nach Paris in die Rue du Roi-de-Sicile. Madame Dupin stellt einen jungen Hauslehrer ein, um die Ausbildung ihres Sohnes zu vervollkommnen, Jean-Louis François Deschartres.
Während der Revolution beschloss Marie-Aurore de Saxe, ein Landgut zu erwerben, um so weit wie möglich von den Ereignissen in Paris entfernt zu sein. Ihre Beziehungen und Gewohnheiten brachten sie mit dem Berry in Verbindung und ihre Wahl fiel auf ein Herrenhaus in Nohant in der Nähe von La Châtre. Mit den Resten ihres Vermögens kaufte sie dieses Anwesen am 23. August 1793 für insgesamt 230.000 Livres von Pierre Philippe Péarron de Serennes, einem ehemaligen Infanterieoffizier und Gouverneur von Vierzon, der ein Cousin der Familie Dupin de Francueil war. Der Besitz beschränkte sich nicht nur auf das Manoir Nohant, sondern der Kauf umfasste auch Wohnhäuser, darunter die von La Chicoterie, mehrere Wirtschaftsgebäude und der gesamte Landbesitz erstreckte sich über mehr als 240 Hektar.

### Revolution und Kaiserreich
Die Freidenkerin Marie-Aurore de Saxe war mit den Ideen ihrer Zeit auf Augenhöhe. Sie sah die Revolution ohne Furcht kommen, denn sie war von den Ideen der Aufklärung geprägt und Anhängerin von Philosophen wie Voltaire, Jean-Jacques Rousseau und Buffon. Marie-Aurore war noch in Paris und bewohnte mit ihrem Sohn eine neue Wohnung in der Rue Saint-Nicolas 12, die dem Sieur Amonin gehört. In diesen unruhigen Zeiten schlug dieser seiner Mieterin vor, seine Werte und Papiere zusammen mit ihren eigenen in der Wohnung zu verstecken, ebenso wie die Adelspapiere des M. de Villiers. Aufgrund eines Dekrets war es verboten, Reichtümer, insbesondere Gold, Silber und Schmuck, zu verbergen. Nach einer Denunziation fand am 5. Frimaire An II (25. November 1793) mitten in der Nacht eine Hausdurchsuchung statt. Die versteckten Güter wurden gefunden und Marie-Aurore von Sachsen wurde noch am selben Tag festgenommen und im Couvent des Anglaises inhaftiert. Die ehemalige religiöse Einrichtung, in der sie nach dem Tod ihres ersten Ehemanns untergebracht war, war während der Revolution zu einem Gefängnis umfunktioniert worden. Marie-Aurore hatte nicht nur Wertgegenstände, sondern auch kompromittierende Papiere versteckt, die sie in die Flucht mehrerer Adliger, darunter der Graf von Artois, verwickelten. Die Papiere wurden nicht gefunden, aber die Gefahr einer zweiten Hausdurchsuchung war groß. Ihrem Sohn und Deschartres gelang es, in die versiegelte Wohnung einzudringen, um die Dokumente zu vernichten. Die Revolutionsregierung überlebte den Sturz Robespierres nicht und Marie-Aurore wurde wie so viele andere Gefangene auch am 4. Fructidor An II (21. August 1794) freigelassen. Bereits wenige Tage später, wohl Anfang des Jahres III (September 1794) kehrte Marie-Aurore in das Département Indre auf das Landgut Nohant zurück und setzte mit François Deschartres die Erziehung von Maurice fort.
Dieser beschloss, dem Beispiel seines Großvaters Moritz von Sachsen zu folgen, und wurde bei der allgemeinen Wehrpflicht am 5. September 1798 Soldat. Maurice begann seine militärische Karriere mit dem Machtantritt von General Napoleon Bonaparte und zur großen Verzweiflung seiner Mutter. Er nahm an den napoleonischen Kriegen teil und wurde Leutnant und später Chef d’Escadron im 1. Husarenregiment. Ohne das Wissen seiner Mutter heiratete er am 5. Juni 1804 in Paris heimlich eine Bürgerliche, Sophie-Victoire-Antoinette Delaborde. Diese überstürzte Heirat erklärt sich durch Sophies fortgeschrittene Schwangerschaft, die am 1. Juli in Paris ein kleines Mädchen zur Welt brachte, das den Namen Amantine-Aurore-Lucile Dupin erhielt, die spätere George Sand.

### Letzte Jahre
Im März 1808 befand sich Maurice Dupin als Adjutant von Joachim Murat in Spanien. Sophie, die im siebten Monat schwanger war, beschloss, in Begleitung von Aurore zu ihrem Mann nach Madrid zu reisen, obwohl Maurice ausdrücklich dagegen war. Was die Situation in Spanien betraf, so war sie aufgrund des Kriegszustands mehr als gefährlich. Trotzdem kamen Mutter und Tochter nach einer beschwerlichen Reise im Mai an. Am 2. Mai hatte sich das Volk in Madrid erhoben und die französischen Truppen schlugen den Aufstand blutig nieder. Maurice Dupins Befürchtungen waren berechtigt. Ihr zweites Kind, ein Sohn mit dem Namen August, wurde am 12. Juni 1808 in Madrid geboren, war jedoch blind. Nach Murats Abreise zum Thron von Neapel machten sich Maurice und die Seinen auf den Rückweg und mussten in Nohant einen Zwischenstopp einlegen, wo sie Ende Juli ankommen. Am 8. September 1808 starb Auguste an Erschöpfung und Krankheit, die auf die anstrengende Reise nach Spanien zurückzuführen sind, und acht Tage später Maurice, am 16. September 1808, nach einem Sturz vom Pferd.
Von nun an war die einzige Verbindung, die sie zu dem verstorbenen Sohn hatte, ihre Enkelin Aurore, die zum Spielball der Rivalität zwischen Mutter und Großmutter wurde. Schließlich gab Sophie-Victoire Delaborde am 28. Januar 1809 gegen eine jährliche Rente die Vormundschaft über das Kind zugunsten von Marie-Aurore de Saxe auf. Aurore Dupin wurde somit von ihrer Großmutter und François Deschartres erzogen, der nach seiner Tätigkeit als Hauslehrer von Maurice Dupin nun auch der Hauslehrer deren Tochter wurde. Marie-Aurore de Saxe zog es vor, die schlechte Jahreszeit in der Hauptstadt zu verbringen und kaufte eine Wohnung in der Rue Neuve-des-Mathurins in der Nähe der Wohnung ihrer Schwiegertochter, die zwar ein Besuchsrecht hatte, aber nicht die Erlaubnis, ihre Tochter Aurore mit in ihre Wohnung zu nehmen (diese Vereinbarung wurde jedoch später geändert). Marie-Aurore de Saxe widmete ihrer Enkelin die größte Aufmerksamkeit und machte sie mit Jean-Jacques Rousseau bekannt. Diese Zuneigung beruht auf Gegenseitigkeit: Aurore schätzt ihre Großmutter mit ihrem feinen und gebildeten Geist.
Marie-Aurores Gesundheit ließ nach. Sie hatte den Plan, ihre Enkelin so schnell wie möglich zu verheiraten und sie zu zur Alleinerbin sowohl ihres Vermögens als auch der Ländereien und des Anwesens in Nohant zu machen. Im Januar 1821 wurde eine geplante Heirat mit einem von Aurores Cousins, Auguste Vallet de Villeneuve, erwogen, der seit 1812 Witwer war und das Marquisat Le Blanc besaß. Er war jedoch bereits 42 Jahre alt, seine Braut erst 16. Zum anderen bestimmte Marie-Aurore in einer Testamentsklausel als gesetzlichen Vormund ihrer Enkelin Augustes älteren Bruder, Comte René Vallet de Villeneuve.
Ende Februar 1821 erlitt Marie-Aurore einen Schlaganfall, ihre Enkelin Amantine Aurore übernahm ihre Pflege. Marie-Aurore de Saxe starb am 26. Dezember 1821 in Nohant. Sie wurde an der Seite ihres Sohnes Maurice auf dem Landgut Nohant beigesetzt.

## Archive
- Département Indre:
Domaine de George-Sand – Place du Château 36400 Nohant-Vic.
Musée George Sand – 71 rue Venôse 36400 La Châtre.
Archives Départementales de l’Indre – 1 rue Jeanne d’Arc 36000 Châteauroux.
Archives municipales – Mairie de La Châtre. Place de l’Hôtel de Ville 36400 La Châtre.
- Département Seine:
Archives nationales – 60 Rue des Francs-Bourgeois 75003 Paris
Minutier central des notaires de Paris – 60 Rue des Francs-Bourgeois 75141 Paris Cedex 03
Archives de Paris – Archives de l’État civil – 18 Boulevard Sérurier 75019 Paris
Bibliothèque nationale de France – Quai François Mauriac 75706 Paris Cedex 13.
Bibliothèque historique de la ville de Paris – Fonds George Sand – 24 Rue Pavée 75004 Paris
Musée de la Vie romantique – Hôtel Scheffer-Renan – 16 Rue Chaptal 75009 Paris